# Équipe d'Argentine de rugby à XV à la Coupe du monde 2015
L'équipe d'Argentine dispute la coupe du monde de rugby à XV 2015 en Angleterre. Elle est entraînée par Daniel Hourcade.

## L'effectif
La liste finale des 31 sélectionnés pour la coupe du monde est livrée le 16 août.

### Avants
| Nom                     | Poste                  | Naissance         | Sélections | Club             |
| ----------------------- | ---------------------- | ----------------- | ---------- | ---------------- |
| Agustín Creevy          | Talonneur              | 15 mars 1985      | 40         | UAR              |
| Julián Montoya          | Talonneur              | 29 octobre 1993   | 9          | UAR              |
| Marcos Ayerza           | Pilier                 | 12 janvier 1983   | 60         | Leicester Tigers |
| Matías Díaz             | Pilier                 | 16 mars 1993      | 11         | UAR              |
| Ramiro Herrera          | Pilier                 | 14 février 1989   | 13         | UAR              |
| Lucas Noguera Paz       | Pilier                 | 10 mai 1993       | 16         | UAR              |
| Nahuel Tetaz Chaparro   | Pilier                 | 6 novembre 1989   | 20         | UAR              |
| Matías Alemanno         | Deuxième ligne         | 5 décembre 1991   | 14         | UAR              |
| Mariano Galarza         | Deuxième ligne         | 12 novembre 1986  | 24         | Gloucester       |
| Tomás Lavanini          | Deuxième ligne         | 22 janvier 1993   | 21         | UAR              |
| Guido Petti Pagadizábal | Deuxième ligne         | 17 novembre 1994  | 6          | UAR              |
| Fernández Lobbe         | Troisième ligne aile   | 19 novembre 1981  | 64         | RC Toulon        |
| Juan Manuel Leguizamón  | Troisième ligne aile   | 6 juin 1983       | 62         | −                |
| Pablo Matera            | Troisième ligne aile   | 18 juillet 1993   | 16         | UAR              |
| Javier Ortega Desio     | Troisième ligne aile   | 14 juin 1990      | 16         | UAR              |
| Facundo Isa             | Troisième ligne centre | 21 septembre 1993 | 7          | UAR              |
| Leonardo Senatore       | Troisième ligne centre | 13 mai 1984       | 31         | −                |

### Arrières
| Nom                        | Poste            | Naissance       | Sélections | Club              |
| -------------------------- | ---------------- | --------------- | ---------- | ----------------- |
| Tomás Cubelli              | Demi de mêlée    | 12 juin 1989    | 38         | UAR               |
| Martín Landajo             | Demi de mêlée    | 14 juin 1988    | 46         | UAR               |
| Santiago González Iglesias | Demi d'ouverture | 16 juin 1988    | 18         | UAR               |
| Nicolás Sánchez            | Demi d'ouverture | 26 octobre 1988 | 33         | UAR               |
| Juan Pablo Socino          | Demi d'ouverture | 30 mai 1988     | 2          | Newcastle Falcons |
| Marcelo Bosch              | Centre           | 7 janvier 1984  | 35         | Saracens          |
| Jerónimo de la Fuente      | Centre           | 24 février 1991 | 13         | UAR               |
| Juan Martín Hernández      | Centre           | 7 août 1982     | 53         | −                 |
| Matías Moroni              | Centre           | 29 mars 1991    | 4          | UAR               |
| Horacio Agulla             | Ailier           | 22 octobre 1984 | 60         | Bath              |
| Santiago Cordero           | Ailier           | 6 décembre 1993 | 12         | UAR               |
| Juan Imhoff                | Ailier           | 11 mai 1988     | 29         | Racing 92         |
| Lucas González Amorosino   | Arrière          | 2 novembre 1985 | 44         | −                 |
| Joaquín Tuculet            | Arrière          | 8 août 1989     | 23         | UAR               |

## Préparation
L'Argentine commence sa préparation avec le Rugby Championship, dont elle prend la troisième place grâce à son succès contre l'Afrique du Sud. Elle complète sa préparation avec un match retour contre les Springboks, qui prennent leur revanche la 15 août. En outre, un XV Argentin, dont aucun joueur ne sera retenu dans l'effectif final, dispute un test match contre l'Uruguay le 1er août (défaite 26-30).
| 15 août 2015 16 h 40 | Argentine                                                                                | 12 − 26 (9 - 20) | Afrique du Sud | Stade José Amalfitani, Buenos Aires Arbitre : Glen Jackson |
| 15 août 2015 16 h 40 | Pénalité(s) : Nicolás Sánchez 4 (15e, 34e, 39e, 52e) Carton(s) jaune(s) : Lavanini (63e) |                  | Essai(s) : Habana (27e), Mvovo (30e) Transformation(s) : Lambie 2 (28e, 32e) Pénalité(s) : Lambie 3 (7e, 18e, 56e) Drop(s) : Lambie (43e) | Stade José Amalfitani, Buenos Aires Arbitre : Glen Jackson |
| 15 août 2015 16 h 40 |                                                                                          |                  | | Stade José Amalfitani, Buenos Aires Arbitre : Glen Jackson |